# Guibemantis diphonus
Espèce
Statut de conservation UICN

 CR B1ab(iii) : 
En danger critique
Guibemantis diphonus est une espèce d'amphibiens de la famille des Mantellidae.

## Répartition
Cette espèce est endémique d'Atsimo-Atsinanana à Madagascar. Elle se rencontre dans la réserve spéciale de Manombo.

## Description
Le mâle holotype mesure 33,5 mm.

## Publication originale
- Vences, Jovanovic, Šafarek, Glaw & Köhler, 2015 : A new arboreal frog of the genus Guibemantis from the southeast of Madagascar (Anura: Mantellidae). Zootaxa, no 4059(3), p. 569–580.